# Wikiartmap
El WikiArtMap (WAM) és una plataforma en línia de l'art i el patrimoni geolocalitzat a l'espai públic, un mashup de continguts oberts que, en format wiki i sobre cartografia de Google Maps, permet localitzar i consultar informació sobre l'art, la creació i el patrimoni històric i cultural situat a l'espai públic -és a dir, a l'espai exterior, obert, a l'aire lliure-, i també sobre equipaments, esdeveniments i arxius documentals relacionats. Tot això, permet localitzar i consultar informació sobre tota mena de manifestacions artístiques i patrimonials vinculades a un territori.
És ideat i començat a gestar per la seva directora, Maite Oliva Alsina (Figueres, 1978), a mitjans del 2009, quan va començar a comissariar exposicions a l'espai públic i va detectar que li mancava una eina a internet per poder difondre els seus continguts de manera òptima.

## Cronologia

### 2009
Un cop detectades les necessitats del sector, Maite Oliva inicia la creació del projecte Wikiartmap a mitjans del 2009, treballant inicialment en l'estructuració d'una plataforma que permeti desenvolupar la missió i els objectius del projecte, al mateix temps que li permeti retroalimentar-se, mitjançant la participació dels propis usuaris.

### 2010
A partir de la idea de la plataforma en el 2009, es treballa en el seu pla d'empresa al llarg del 2010 i en el disseny, producció, programació de mapes, pujada de continguts, funcionalitat interna i visualització de la seva interfície.
A partir del desenvolupament del projecte a nivell conceptual i estructural, la següent fase va consistir en l'elaboració de la proposta de viabilitat econòmica, desenvolupada al Centre d'Innovació i Empresa de l'Ajuntament de Figueres. Wikiartmap compta amb el certificat de viabilitat econòmica expedit pels serveis econòmics de l'Ajuntament de Figueres.

### 2011
Va ser premiat amb el segon guardó en la tercera edició dels Premis Emprenedors de l'Alt Empordà el 28 d'abril del 2011, com al projecte d'empresa més viable, innovador i amb major potencial de creixement, organitzat per l'Associació de Joves Empresaris de la Província de Girona, l'Ajuntament de Figueres, el Consell Comarcal de l'Alt Empordà i el diari local Empordà.
A poc a poc es va anar construint l'equip, tant assessor com de producció, i l'empenta definitiva al desenvolupament del projecte va arribar gràcies suport del Ministerio de Cultura durant l'any 2011, així com el suport d'entitats com l'Ajuntament de Figueres, la Diputació de Girona, el Patronat de Turisme Girona Costa Brava i l'Euroregió Pirineus Mediterrània.

### 2012

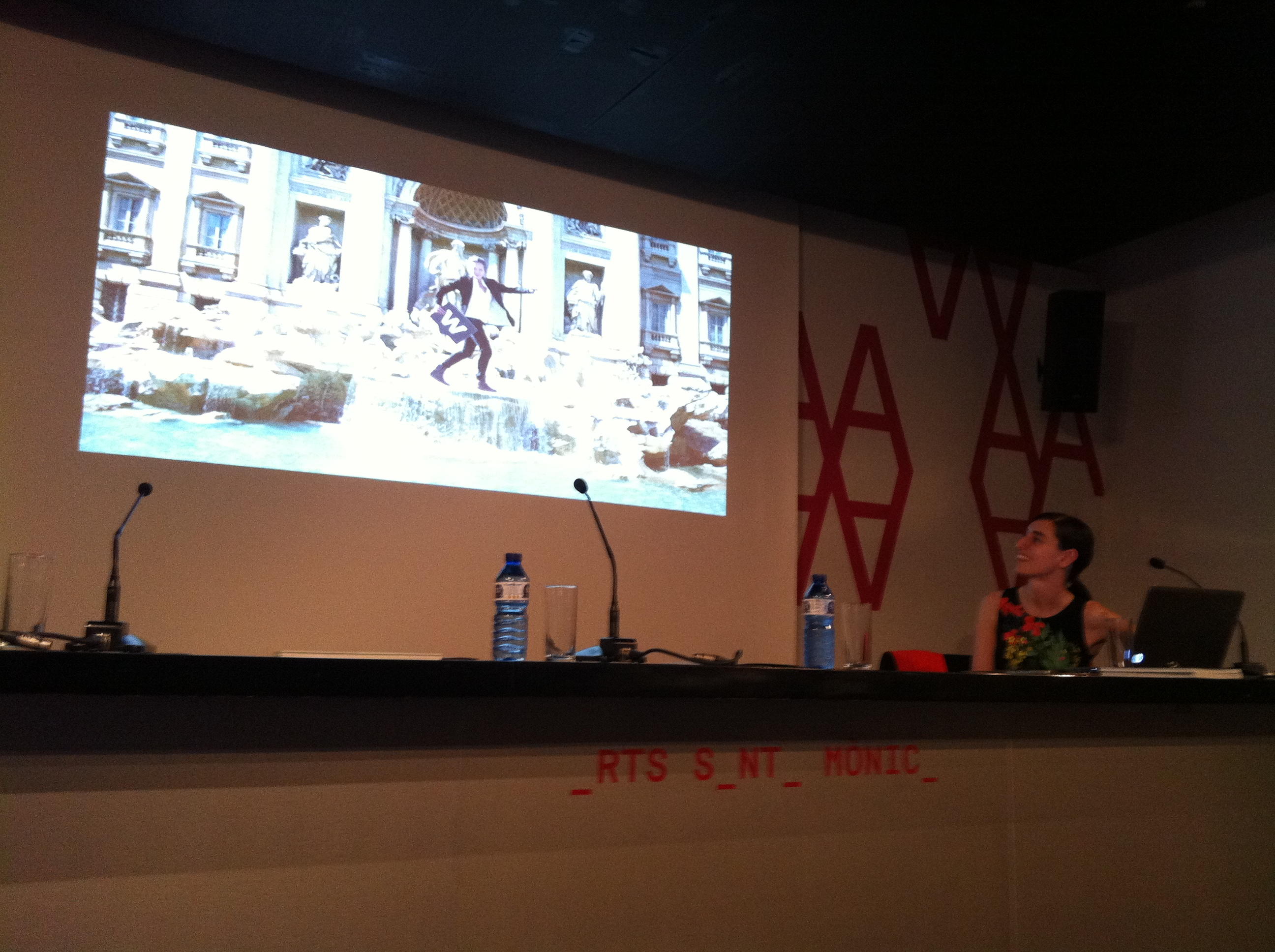
Maite Oliva a la presentació de WikiArtMap a l'Arts Santa Mònica

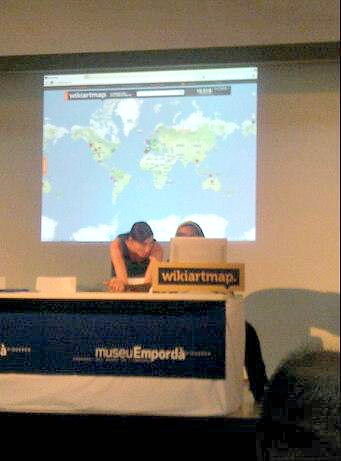
Presentació de Wikiartmap al Museu de l'Empordà el 7 de juny del 2012

La trajectòria aconseguida el 2011, li proporciona els recursos necessaris per poder dur a terme la producció de la Fase 1 del projecte i el llançament de la seva versió Beta #1, que va ser presentada a l'Arts Santa Mònica de Barcelona el 28 de març del 2012, en versió espanyola i amb 8.000 continguts multi idioma. El 7 de juny del mateix any, es presenta al Museu de l'Empordà de Figueres, la versió catalana.
El 21 d'agost assoleix els 18.000 continguts, i a principis de novembre, els 20.000 A mitjans de novembre el projecte és seleccionat protagonista del nou espot de difusió internacional al llarg del 2013 de Microbank, el Banc Social de Caixa de Pensions per a la Vellesa i d'Estalvis. El 13 de desembre es presenta l'obertura de l'àrea d'usuari a la Casa de Cultura de Girona, amb el suport del Patronat de Turisme Girona Costa Brava.

### 2013
El 20 de març assoleix els 23.000 continguts multi-idioma i els 500 usuaris registrats.

## Continguts
Wikiartmap es construeix a partir de les aportacions dels propis usuaris, que escriuen i editen els continguts, alhora que recull continguts oberts existents en altres plataformes, principalment de Wikipedia.
Els continguts comprenen tota mena de manifestacions artístiques que ocupen l'espai públic, o bé que neixen en referència a ell, és a dir, que es puguin georeferenciar amb exactitud. Estan estructurats a partir de tres categories principals:
- art i patrimoni: arqueologia, arquitectura, entitats, equipaments, escultura, intervenció, wallcovering
- esdeveniments: festivals, exposicions urbanes, altres
- arxiu documental: pintura, cinema, fotografia, literatura, projecte, sketch, videocreació

### Contingut lliure
Els continguts són continguts oberts, publicats sota una llicència de Creative Commons-BY_SA 3.0 no restrictiva i en un format que en permet explícitament que pot ser compartit, reutilitzat i modificat. L'eina incorpora i estructura els continguts existents a Wikipèdia i Viquipèdia sobre el mapa, alhora que permet als usuaris introduir nous continguts georeferenciats i relacionar-los amb altres.
En entrar un contingut a Wikiartmap, el seu introductor assumeix que aquest contingut esdevé lliure d'ús. L'introductor d'un contingut en serà sempre el seu administrador al WAM, responsable de les diferents edicions d'aquest.
L'administració d'un contingut pot ser reclamada per un altre editor. Wikiartmap supervisa sempre els continguts inicials, i portarà un control de les diferents edicions que es duguin a terme.
El ritme de pujada de continguts per part dels usuaris respon a una mitjana d'uns 2.000 continguts mensuals.

### Punt de vista neutral
Als seus articles, Wikiartmap prioritza sempre el punt de vista neutral. Tot i que en aquest camp la neutralitat és motiu de controvèrsia, es valora positivament aquells continguts i edicions que tendeixen a la neutralitat. Per aquest motiu, els articles són complementats amb dades estadístiques públiques i visibilitat proporcional a l'interès que un contingut desperta en l'usuari: és l'usuari, amb la seva participació, qui ordena els continguts a Wikiartmap i facilita la seva visibilitat. L'eina no interfereix ni prioritza la visibilitat de cap contingut.

### Diccionari de l'art
El Wikiartmap és un diccionari de l'art, el patrimoni i la creació a l'espai públic. No té una voluntat enciclopèdica, sinó que pretén recollir referències sobre el patrimoni, l'art i la creació que es troben a l'espai públic i mostrar-los a l'usuari d'una manera pràctica i senzilla. L'objectiu és el de facilitar l'accés de l'usuari a aquests continguts, sense pretendre esdevenir font de referència absoluta. Per a conèixer en profunditat un contingut, cal dirigir-se a continguts complementaris com altres fonts primàries o la Wikipedia en totes les seves versions. Wikiartmap sintetitza els continguts en un espai limitat.

## Plataforma
És una eina informàtica al núvol d'ús lliure, a l'abast de creadors, agents culturals i entitats que els permet difondre el seu patrimoni i les seves intervencions en una plataforma d'abast internacional i continguts dinàmics, amb una estructura de navegació i interacció intuïtives, gràcies a una acurada qualitat visual. Incorpora els formats de navegació tàctil a l'estructura, de manera que l'usuari mai perd la referència geogràfica de la seva situació.
Permet navegació per mapa, per imatges i per llistat de continguts, en una pràctica interfície que permet un apropament al territori i a les creacions que s'hi relacionen. L'ordenació dels continguts, progressiva en el mapa i en les cerques, es genera mitjançant la popularitat d'aquests, on l'eina no intervé en la seva ordenació.
També disposa d'integració amb xarxes socials com facebook, twitter, tumblr i google+ i la creació d'una xarxa social pròpia que permet a l'usuari compartir i seguir continguts, a banda d'incloure funcionalitats per ell mateix com incrustar mapes als seus propis blogs i webs o crear els seus propis mapes a partir de continguts existents.

## Utilització

### La interfície principal: el mapa
Wikiartmap es desenvolupa sobre el mapa Terreny de Google Maps.
Els continguts existents s'obren directament sobre el mapa mitjançant icones diferenciades per categoria i cada zoom mostra els 100 punts més populars de l'àrea visible del mapa.
La banda superior permet filtrar continguts, canviar el tipus de vista i l'idioma general i entrar a Wikiartmap com a usuari. La banda inferior és la que conté les informacions corporatives del projecte, l'àrea d'usuari, afegir continguts i l'accés directe al blog de Wikiartmap.
La barra WAM (acrònim de WikiArtMap) conté el cercador de continguts, el marcador numèric interactiu, l'àrea de compartició general a xarxes socials, l'incrustat de mapa i el canvi de tipus de mapa. Al lateral dret de la pantalla, es troba la barra de zoom i llegenda; per a major comoditat, l'usuari pot desplaçar la caixa de llegenda per la pantalla a la ubicació que desitgi, i obrir-la i tancar-la també quan ho desitgi.
Quan l'usuari passa per damunt d'una icona, s'obre una mini fitxa que al fer-hi clic, obre el contingut corresponent.

### Model de fitxa de contingut
Una de les aportacions destacades de Wikiartmap a nivell d'interacció és l'eliminació del canvi de pantalla i del pas enrere: la fitxa de contingut s'obre sempre damunt la vista de pantalla en què es troba l'usuari, de manera que aquest mai no perd la seva localització ni la seva cerca.
El model de fitxa és únic per a totes les categories i blocs de contingut, i està formada per diferents elements: a la banda superior, s'hi troba la icona indicativa de categoria, la de marcar com a preferit i l'àrea de compartició i de denúncia del contingut. A la segona banda superior, es troba la zona d'editar contingut i el canvi d'idioma d'aquest.
El cos de la fitxa, de fons blanc, es compon d'una capçalera, el text principal (2.000 caràcters) i una galeria d'imatges que l'usuari pot ampliar per a consultar en detall. Seguidament, troba continguts relacionats, historial, comentaris i text complementari.
A la banda inferior, ancoratges (accessos directes) als diferents elements de la fitxa: continguts relacionats, historial, comentaris i text de més informació. L'usuari pot desplaçar-se per la fitxa verticalment mitjançant la barra de desplaçament lateral o bé mitjançant els ancoratges, que desplacen la fitxa verticalment fins al contingut seleccionat sempre mantenint la capçalera de la fitxa.
Gràcies a un sistema combinat d'ancoratges a les bandes superior i inferior, la fitxa de continguts s'expandeix verticalment mostrant més continguts en funció de la mida de pantalla de l'usuari, sense variar la seva estructura ni el funcionament de la interacció.

### Navegació per imatges i per llistat de continguts
La cerca o vista de l'usuari pot ser consultada al WAM en tres formats diferents: mapa, imatges i llistat.
A la vista d'imatges, l'usuari pot consultar els continguts mitjançant un collage visual de la seva cerca, amb desplaçament vertical infinit. Al llistat de continguts, l'usuari pot realitzar una cerca més específica dins la base de dades i aplicar filtres complementaris als continguts. Aquesta funcionalitat ha estat pensada específicament per a facilitar la seva tasca als desenvolupadors i introductors de contingut a Wikiartmap.

## Complicitat i suports
Wikiartmap compta amb el suport del Ministerio de Cultura, la Diputació de Girona, el Patronat de Turisme Girona-Costa Brava, l'Ajuntament de Figueres i l'Euroregió Pirineus Mediterrània, i amb la complicitat i assessorament d'agents procedents de diferents àmbits com la innovació, la cultura, la tecnologia i la comunicació. En paral·lel, Wikiartmap compta també amb el suport dels WAMpartners, una xarxa d'entitats que donen suport en continuïtat al projecte. La xarxa WAM està formada per entitats, com Bonart Cultural, que col·laboren amb el projecte en diferents formats, ja sigui de difusió i comunicació com de continguts o altres complicitats.